# كومر
كومر (بالإنجليزية: Comer, Georgia)‏ هي مدينة تقع في مقاطعة ماديسون، جورجيا بولاية جورجيا في الولايات المتحدة. تبلغ مساحة هذه المدينة 8.2 (كم²)، وترتفع عن سطح البحر 214 م، بلغ عدد سكانها 1126 نسمة في عام 2010 حسب إحصاء مكتب تعداد الولايات المتحدة.

## وصلات خارجية
- City of Comer Georgia Website
- Cities & Counties - Georgia.gov